# Eugene Godsoe
Eugene Godsoe (Greensboro (North Carolina), 20 januari 1988) is een Amerikaanse voormalig zwemmer.

## Carrière
Bij zijn internationale debuut, op de Pan-Amerikaanse Spelen 2011 in Guadalajara, veroverde Godsoe de zilveren medaille op zowel de 100 meter rugslag als de 100 meter vlinderslag. Samen met Marcus Titus, Christopher Brady en Scot Robison sleepte hij de zilveren medaille in de wacht op de 4x100 meter wisselslag. Op de 4x100 meter wisselslag zwom hij samen met William Copeland, Christopher Brady en Conor Dwyer in de series, in de finale legden Copeland en Brady samen met Robert Savulich en Scot Robison beslag op de zilveren medaille. Voor zijn aandeel in de series ontving Godsoe eveneens de zilveren medaille.
Op de wereldkampioenschappen zwemmen 2013 in Barcelona veroverde de Amerikaan de zilveren medaille op de 50 meter vlinderslag, op de 100 meter vlinderslag strandde hij in de halve finales. Samen met David Plummer, Nicolas Fink en Jimmy Feigen in de series van de 4x100 meter wisselslag. In de finale tikten Matt Grevers, Kevin Cordes, Ryan Lochte en Nathan Adrian als eerste aan, een te vroege overname van Cordes zorgde echter voor een diskwalificatie.

## Internationale toernooien
| Jaar | Olympische Spelen | WK langebaan                                                                                 | WK kortebaan | PanPacs                                                                  | Pan-Ams |
| ---- | ----------------- | -------------------------------------------------------------------------------------------- | --- | ------------------------------------------------------------------------ | --- |
| 2011 |                   | geen deelname                                                                                | |                                                                          | 100m rugslag · 100m vlinderslag · 4x100m vrije slag · 4x100m wisselslag                                                                |
| 2012 | geen deelname     |                                                                                              | geen deelname |                                                                          | |
| 2013 |                   | 50m vlinderslag · 11e 100m vlinderslag · DSQ 4x100m wisselslag · Godsoe zwom enkel de series | |                                                                          | |
| 2014 |                   |                                                                                              | 50m rugslag · 7e 100m rugslag · 4x50m wisselslag · 4x100m wisselslag · Godsoe zwom enkel de series · 4e 4x50m wisselslag gemengd · Godsoe zwom enkel de series | 50m vrije slag · 100m vrije slag · 4x100m vrije slag · 4x100m wisselslag | |
| 2015 |                   | geen deelname                                                                                | |                                                                          | 100m rugslag · 6e 100m vlinderslag · 4x100m vrije slag · Godsoe zwom enkel de series · 4x100m wisselslag · Godsoe zwom enkel de series |
| 2016 | geen deelname     |                                                                                              | geen deelname |                                                                          | |

## Persoonlijke records
Kortebaan
| Afstand          | Tijd  | Datum            | Plaats       |
| ---------------- | ----- | ---------------- | ------------ |
| 100m rugslag     | 49,87 | 9 november 2013  | Tokio        |
| 100m vlinderslag | 51,52 | 11 december 2015 | Indianapolis |

Langebaan
| Afstand          | Tijd  | Datum        | Plaats       |
| ---------------- | ----- | ------------ | ------------ |
| 50m rugslag      | 25,12 | 27 juni 2013 | Indianapolis |
| 100m rugslag     | 53,61 | 27 juni 2012 | Omaha        |
| 50m vlinderslag  | 23,05 | 29 juli 2013 | Barcelona    |
| 100m vlinderslag | 51,66 | 27 juni 2013 | Indianapolis |